# Aethiopopactes pallidus
Aethiopopactes pallidus är en kräftdjursart som beskrevs av Karl Wilhelm Verhoeff 1942. Aethiopopactes pallidus ingår i släktet Aethiopopactes och familjen Eubelidae. Inga underarter finns listade i Catalogue of Life.